# Iglesia de Nuestra Señora de Almocóbar
La iglesia de Nuestra Señora de Almocóbar o de la Asunción es una iglesia parroquial católica del siglo XVI situada en la localidad cacereña de Casillas de Coria (España).
Se trata de un templo de una sola nave, de mampostería de pizarra y con sillería en los ángulos. Alrededor del edificio cuenta con contrafuertes. La nave está dividida en cuatro tramos y la cubierta es a dos aguas. El retablo mayor es de estilo barroco. Cuenta también con un retablo del siglo XVIII dedicado a San Antonio, y tres tallas del siglo XVII.
La sacristía se encuentra adosada a la cabecera. La portada, encalada, cuenta con un arco de medio punto. La torre campanario cuadrangular cuenta con dos cuerpos, ambos con ventanas conopiales, y se encuentra adosada al templo. En la parte superior hay medio capitel con pináculos y un reloj.